# Dendronephthya novaezeelandiae
Dendronephthya novaezeelandiae är en korallart som beskrevs av Kükenthal 1905. Dendronephthya novaezeelandiae ingår i släktet Dendronephthya och familjen Nephtheidae. Inga underarter finns listade i Catalogue of Life.